# Banco islâmico
O termo "Banco islâmico" se refere a um sistema ou atividade bancária que seja coerente com os princípios da lei islâmica (Sharia) e sua aplicação prática através do desenvolvimento da economia islâmica. A Sharia proíbe o pagamento de taxas para o empréstimo de dinheiro (Riba - os juros, usura), para termos específicos, bem como investir em empresas que fornecem bens ou serviços considerados contrários aos seus princípios (Haraam). Embora estes princípios foram utilizados como base para uma economia florescer, em tempos antigos, apenas no final do século XX que um certo número de bancos islâmicos foram formados para a aplicação destes princípios a particulares ou semiprivados a entidades comerciais dentro da sociedade muçulmana.

## Princípios
A operação bancária islâmica tem a mesma finalidade que a operação bancária convencional salvo que opera-se dentro do acordo com as regras de Shariah, conhecidas como Fiqh al-Muamalat (Regras islâmicas em transações). O princípio básico de operação bancária islâmica é a partilha do lucro e da perda e a proibição de riba(usura). Entre os conceitos islâmicos comuns usados na operação bancária islâmica seja partilha de lucro (Mudharabah), custódia (Wadiah), empreendimento misto (Musharakah), custo a mais (Murabahah), e aluguel (Ijarah).
No mundo islâmico, a transação da hipoteca, em vez de emprestar o dinheiro do comprador para comprar o artigo, um banco pôde comprar o artigo próprio do vendedor, e revende-o ao comprador em um lucro, ao permitir que o comprador pague o banco nas prestações. Entretanto, o fato de que é lucro não pode ser feito explícito e consequentemente lá não é nenhuma penalidade adicional para o pagamento tardio. A fim proteger-se de encontro ao defeito, o banco pede a garantia estrita. Os bens ou a terra são registados ao nome do comprador do começo da transação. Este arranjo é chamado Murabaha. Uma outra aproximação é EIjara wa EIqtina; que é similar ao aluguel dos bens imobiliários. Os bancos islâmicos seguram empréstimos para veículos em uma maneira similar (que vende o veículo a preço do elevado-do que-mercado ao devedor e que retem então a posse do veículo até que o empréstimo esteja pago). Uma aproximação inovadora aplicou-se por alguns bancos para empréstimos hipotecários, chamados  Musharaka al-Mutanaqisa, permite uma taxa de flutuação sob a forma do arrendamento.
O banco e o devedor dão forma a uma entidade da parceria, ambas capital de fornecimento em uma porcentagem concordada para comprar a propriedade. A entidade da parceria aluga então para fora a propriedade ao devedor e as cargas alugam. O banco e o devedor compartilharão então da continuação deste aluguel baseado na parte de equidade atual da parceria. Ao mesmo tempo, o devedor na entidade da parceria igualmente compra no banco a parte na propriedade em prestações concordadas até a equidade cheia é transferida ao devedor e a parceria é terminada. Se o defeito ocorre, o banco e o devedor recebem os rendimentos de um leilão baseado na equidade atual. Este método permite taxas de flutuação de acordo com o valor de mercado atual tal como o BLR (taxa de empréstimo baixa), especial em um sistema da duplo-operação bancária como em Malaísia.
Há diversas outras aproximações usadas em negócios de negócio. Os bancos islâmicos emprestam seu dinheiro às companhias emitindo empréstimos do interesse da taxa de flutuação. A taxa de flutuação de interesse é associada à ao retorno individual da companhia. Assim o lucro do banco nos empréstimo é igual a uma determinada porcentagem dos lucros das companhias. A quantidade principal do empréstimo é reembolsada uma vez, o arranjo dividido é concluído. Esta prática é chamada Musharaka. A Mudaraba é o capital de risco o financiamento de um empreendedor que forneça o trabalho quando o financiamento for fornecido pelo banco de modo que o lucro e o risco estejam compartilhados. Tais arranjos participativos entre capital e o trabalho reflete a visão islâmica que o devedor não deve carregar todo o risco/custo de uma falha, tendo por resultado uma distribuição de renda equilibrada e emprestador não reservar monopolizar a economia.
E finalmente, a operação bancária islâmica é restringida aos negócios não aceitáveis no mundo islâmico, que excluem o álcool, carne de porco, jogo, etc. Assim, o investimento ético é o único formulário aceitável do investimento, e a relação moral é incentivada. Na teoria, a operação bancária islâmica é um exemplo de operação bancária, onde os bancos que conseguem um 100% de relação de reserva. Entretanto, na prática, isto não é o caso, e nenhum exemplo de 100 por cento de operação bancária da reserva é observado. Os bancos islâmicos têm crescido recentemente no mundo muçulmano mas são uma parte muito pequena do sistema bancário global.
Não existem bancos islâmicos operando no Brasil, mas pesquisas são conduzidas há duas décadas, sendo seu precursor o Professor Ahmed Sameer El Khatib, professor adjunto de finanças do departamento de Administração da Universidade Federal de São Paulo (UNIFESP).

## Termos utilizados em transações no Banco Islâmico

### Bai 'Bithaman Ajil
Este conceito refere-se à venda de mercadorias em um pagamento diferido, com base em um preço, que inclui uma margem de lucro acordado por ambas as partes. Isto é semelhante ao Murabahah, excetuando-se que o devedor faz apenas uma única parcela na data de vencimento do empréstimo. Através da aplicação de uma taxa, um banco islâmico pode recolher a taxa de juro do mercado.

### Bai muajjal(Venda de crédito)
Literalmente Bai muajjal significa uma venda de crédito. Tecnicamente, é adotada pelo banco islâmico que assumem a forma de murabaha muajjal. É um contrato em que o banco ganha uma margem de lucro sobre o preço de compra e permite que o comprador pague o preço da mercadoria em uma data futura, em um montante fixo ou em parcelas. Tem de mencionar expressamente o custo da mercadoria e da margem de lucro é mutuamente acordado. O preço fixado para a mercadoria em uma operação deste tipo pode ser o mesmo que o preço à vista ou superior ou inferior ao preço indicado.

### Mudarabah (Lucros)
Mudarabah é um convênio ou acordo entre o banco, ou um prestador de capital, e um empresário, através do qual o empresário pode mobilizar os fundos para a sua actividade empresarial. O empresário fornece conhecimentos técnicos, trabalho e gestão. Lucros são compartilhados entre o banco eo empresário de acordo com o que foi pre-determinado. Em caso de perda, o banco perde o capital, ao passo que o empresário perde sua prestação de trabalho. É este risco financeiro, de acordo com a sharia, que justifica a alegação do banco a uma parte do lucro. A partilha de lucros continua até que o empréstimo é reembolsado. O banco é compensado pelo tempo valor do seu dinheiro na forma de uma taxa variável que está indexada a lucros do devedor.

### Murabaha
Este conceito refere-se à venda de mercadorias a um preço, que inclui uma margem de lucro acordado por ambas as partes. A compra e o preço da venda, outros custos, e que a margem de lucro deve ser claramente indicado no momento do acordo de venda. O banco é compensado pelo tempo valor do seu dinheiro sob a forma de margem de lucro. Este é um empréstimo de renda fixa para a compra de um ativo real (tais como imóveis ou um veículo), com uma taxa fixa de lucro determinado pela margem de lucro. O banco não é compensada pelo valor temporal do dinheiro fora do prazo contratado (ou seja, o banco não pode cobrar lucro adicional sobre os atrasos de pagamentos), no entanto, o activo continua a ser uma hipoteca com o banco até o Murabaha é pago integralmente.
Este tipo de transação encontra similaridades em países da América do Norte, e países como Brasil, entre outros.

### Musawamah
Musawamah é a negociação de um preço de venda entre duas partes pelo vendedor, sem referência a qualquer custo ou perguntando preço. Enquanto o vendedor pode ou não ter pleno conhecimento do custo do item a ser negociado, eles não têm a obrigação de revelar esses custos como parte do processo de negociação. Esta diferença na obrigação do vendedor é a principal distinção entre Murabaha e Musawamah com todas as outras regras, tal como descrito no Murabaha restante do mesmo. Musawamah é o tipo mais comum de negociação negociação visto em países islâmicos e seu comércio.

### Bai salam
Bai salam significa um contrato em que o pagamento seja feito antecipadamente por bens a serem entregues posteriormente. O vendedor compromete-se a fornecer alguns produtos específicos para o comprador em uma data futura em troca de um adiantamento preço integralmente pago no momento do contrato. É necessário que a qualidade da mercadoria destinada a ser adquirido seja completamente especificado não deixando qualquer ambiguidade levando a disputa. Os objetos da presente venda são mercadorias e não pode ser ouro, prata, ou com base em moedas destes metais. Esta restrição, Bai Salam cobre quase tudo o que é susceptível de ser definitivamente descrito como a quantidade, qualidade e acabamento.

### Características básicas e das condições do salam
1. A operação é considerada Salam se o comprador tiver pago o preço de compra para o vendedor, na íntegra, no momento da venda. Isto é necessário para que o comprador possa demonstrar que não estão entrando em dívida com uma segunda parte, a fim de eliminar a dívida com a primeira parte, um ato proibido sob Sharia. A ideia de Salam é fornecer um mecanismo que garanta que o vendedor tem a liquidez que esperavam de entrar para a operação em primeiro lugar. Se o preço não foram pagos na íntegra, o objectivo essencial da operação teria sido derrotado. Juristas são unânimes em seu parecer que o pagamento integral do preço de compra é fundamental para Salam a existir. Imam Malik também é da opinião de que o vendedor pode diferir aceitando os fundos do comprador para dois ou três dias, mas esse atraso não deve fazer parte do acordo.
2. Salam podem ser efetuadas nessas commodities só a qualidade e quantidade dos quais pode ser especificado com precisão. As coisas cuja qualidade ou quantidade não é determinada pela especificação não podem ser vendidos através do contrato de Salam. Por exemplo, pedras preciosas não podem ser vendidos com base no salam, porque cada pedaço de pedras preciosas é normalmente diferente das outras, quer na sua qualidade ou no seu tamanho ou peso e sua exata especificação geralmente não é possível.
3. Salam não podem ser efectuadas a um determinado produto ou de um produto de um determinado campo ou fazenda. Por exemplo, se o vendedor se compromete a oferta de trigo de uma determinada área, ou o fruto de uma árvore especial, a salam não será válida, pois existe a possibilidade de que a cultura de uma determinada área ou o fruto da árvore que está destruída antes da entrega, e, dada essa possibilidade, a entrega continua incerto. A mesma regra é aplicável a todo o fornecimento de mercadoria que não é certo.
4. É necessário que a qualidade da mercadoria (destinadas a serem adquiridos através do salam) é completamente especificado não deixando qualquer ambiguidade que pode levar a uma disputa. Todas as informações possíveis a este respeito deve ser expressamente mencionado.
5. É necessário também que a quantidade da mercadoria seja acordada em termos inequívocos. Se a mercadoria é quantificada em pesos, de acordo com o uso dos seus parceiros comerciais, o seu peso deve ser determinada, e se é quantificado através de medidas, a sua exacta medida deve ser conhecido. O que é normalmente pesados não podem ser quantificados em medidas e vice-versa.
6. A data exacta e o local de entrega deve ser especificado no contrato.
7. Salam não pode ser efectuada em relação às coisas que devem ser entregues no local. Por exemplo, se for comprado em troca de ouro, de prata, é necessário, segundo a Xariá, que a entrega de ambos ser simultânea. Aqui, salam pode não funcionar. Do mesmo modo, se trigo é permutado para a cevada, a entrega simultânea de ambos é necessária para a validade da venda. Assim, o contrato de salam neste caso não é permitido.

### Hibah (Sinal)
Este é um sinal dado voluntariamente por um devedor ao credor, em troca de um empréstimo. Hibah geralmente surge na prática, quando bancos islâmicos pagam voluntariamente aos seus clientes um "dom" na conta poupança, representando uma parte do lucro obtido utilizando os saldos em conta poupança outras actividades.
É importante notar que embora pareça semelhante aos juros, e pode, com efeito, ter o mesmo desfecho, Hibah é um pagamento voluntário feito(ou não), a critério do banco, e não pode ser "garantido". No entanto, a possibilidade de receber muitos Hibah irá chamar clientes na poupança, proporcionando o banco com o capital condições necessárias para adquirir os seus lucros, se os empreendimentos são rentáveis e, em seguida, alguns desses benefícios podem ser dotados de volta aos seus clientes como Hibah.

### Ijarah
Ijarah significa locação financeira, aluguel ou salário. Geralmente, conceito de Ijarah, de venda ou utilização benefício ou serviço para um preço fixo ou salário. Sob esse conceito, o Banco disponibiliza ao cliente, o uso do serviço de bens / equipamentos, tais como terrenos, escritórios, veículos automobilísticos por um período determinado e preço.

#### Vantagens do Ijarah
Ijarah oferece as seguintes vantagens para o locatário:
Ijarah conserva o capital do locatário na medida em que permite financiar até 100%.
Ijarah dá ao arrendatário o direito de acesso ao equipamento de pagamento da primeira parcela. Isto é importante porque é o acesso e utilização (e não a propriedade) do equipamento que gera renda.
 O termo Ijarah de ajuda corporativa, planejamento e orçamentação por permite a negociação de condições flexíveis
O Ijarah não é considerada no financiamento da dívida, pelo que não aparece no balanço do locatário como um passivo. Este método de financiamento extrapatrimonial significa que não é incluída na dívida pública utilizada pelos banqueiros para determinar limites do financiamento. Isso permite que o arrendatário de entrar em outro financiamento, locação sem impactar sua dívida global.
Todos os pagamentos para contratos em Ijarah são tratados como despesas operacionais e são, portanto, taxa plenamente dedutíveis. O leasing oferece, assim, vantagens fiscais e de operações com fins lucrativos.
 Muitos tipos de equipamento (isto é, computadores) tornam-se obsoletos antes do fim da sua vida económica real. Contratos do Ijarah permitem a transferência de risco a partir do locatário ao locador, em troca de uma maior taxa de aluguel. Esta taxa pode ser encarada como seguro contra a obsolescência.
 Se o equipamento for utilizado por um período relativamente curto de tempo, pode ser mais rentável do que a locação de compra. 
 Se o equipamento for utilizado por um período curto, mas tem um valor muito pobre de revenda, a locação evita ter de prestar contas e amortizar o equipamento em condições normais contabilizáveis.

#### Ijarah Thumma Al Bai'
As partes celebram contratos que entrarão em vigor à serio, para formar uma completa transação de locação/resgate. O primeiro contrato é um Ijarah que define as condições de locação ou arrendamento durante um período fixo, e o segundo contrato é um Bai que desencadeia uma venda ou compra uma vez que o prazo do Ijarah esteja completo. Por exemplo, na facilidade de financiamento de um carro, um cliente entra no primeiro contrato e aluga o carro do proprietário (banco), em uma quantia acordada durante um período específico. Quando termina o período da locação, o segundo contrato entra em vigor, que permite ao cliente comprar o carro a um preço acordado.
O banco gera um lucro por determinar previamente o custo do item, seu valor residual no fim do prazo e do valor temporal ou margem de lucro para o dinheiro ser investido na compra do produto a ser alugado para o prazo. A combinação desses três valores se torna a base para o contrato entre o Banco e o cliente para o arrendamento do contrato inicial.
Este tipo de operação é semelhante à contractum trinius, uma manobra jurídica utilizada pelos banqueiros e comerciantes europeus durante a Idade Média para se desviar da proibição da Igreja dos juros sobre empréstimos. Em um contrato, duas partes que entram em três contratos simultâneos e interligados jurídicamente, o efeito líquido é o pagamento de uma taxa para a utilização do dinheiro para o prazo do empréstimo. O uso concomitante de inter contratos também é proibida por força de lei da sharia.

#### Ijarah-Wal-Iqtina
Um contrato segundo o qual um banco islâmico fornece equipamentos, construção, ou outros activos pertencentes ao cliente contra uma renda acordada, juntamente com um compromisso unilateral pelo banco ou o cliente que, no final do período de locação, a posse no activo seriam transferidos para o locatário. A empresa ou a promessa não se torne uma parte integrante do contrato de arrendamento para torná-la condicional. As rendas, bem como o preço de compra é fixada de tal modo que o banco recebe de volta o seu capital, juntamente com lucros durante o período de locação.

### Musharakah (Joint Venture)
Musharakah é uma relação entre duas partes ou mais, dos quais contribuem para uma empresa de capital, e dividir o lucro líquido e perdas numa base. Isto é frequentemente utilizado em projectos de investimento, as cartas de crédito, bem como a compra ou de imóveis ou bens. No caso de bens imóveis ou bens, o banco avaliar uma renda imputada e vai compartilhá-lo, tal como acordado previamente.  Todos os fornecedores de capital têm o direito de participar na gestão, mas não necessariamente obrigado a fazê-lo. O lucro é distribuído entre os parceiros em relações pré-acordados, enquanto a perda é suportado por cada parceiro estritamente, na proporção das respectivas participações de capital. Este conceito é distinto de investimento de renda fixa (ou seja, emissão de empréstimos).

### Qard Hassan (Bom Empréstimo)
Este é um empréstimo estendido sobre uma boa base e, o devedor só é obrigado a reembolsar o montante emprestado. No entanto, o devedor pode, a seu critério, pagar uma quantia extra para além do montante principal do empréstimo (sem prometê-lo) como um sinal de apreço para com o credor. No caso de o devedor não pagar uma quantia extra para o credor, esta operação é um verdadeiro empréstimo sem juros. Alguns muçulmanos consideram que este é o único tipo de empréstimo que não violam a proibição da riba, uma vez que é o um tipo de empréstimo que realmente não compensa o credor para o valor temporal do dinheiro.

### Sukuk ("Bonds Islâmicos")
Sukuk é o nome árabe para um apoio financeiro certificado, mas pode ser visto como um equivalente islâmico de obrigações. No entanto, de renda fixa, os juros de suporte de bônus não são permitidos no Islã. Assim, Sukuk são valores mobiliários que estejam em conformidade com a lei islâmica (xaria) e seu investimento princípios, que proíbem a cobrança ou o pagamento de juros. Os ativos financeiros que estejam em conformidade com a lei islâmica pode ser classificada de acordo com a sua comercialização e não transacionabilidade nos mercados secundários.
Os princípios básicos que governam a emissão de um Sukuk são:

### Takaful(Seguro Islâmico)
Takaful é uma forma alternativa de cobertura que um muçulmano pode servir-se contra o risco de perda devido a infortúnios. Takaful baseia-se na ideia de que o que é incerto no que diz respeito a uma pessoa pode deixar de ser incerto no que diz respeito a um número muito grande de indivíduos semelhantes. Seguros, combinando o risco de muitas pessoas permite a cada indivíduo a desfrutar das vantagens previstas pelas leis(lei dos grandes números).
Dessa forma, o Takaful é um arranjo de natureza contratual, por meio do qual um grupo de pessoas, de comum acordo, pactua a realização de contribuições periódicas para a formação de um fundo destinado a arcar com prejuízos decorrentes de riscos previamente pactuados sobre bens ou interesses específicos. 

## Fundos de capital islâmico
Investimento de fundos de participação no mercado é um dos sectores de crescimento mais rápido no âmbito do sistema financeiro islâmico. Atualmente, existem cerca de 100 fundos de capital islâmicos em todo o mundo. O total dos activos geridos através destes fundos actualmente nos Estados Unidos ultrapassar US$ 5 bilhões e está crescendo por 12/15% ao ano. Com o contínuo interesse no sistema financeiro islâmico, há sinais positivos de que mais fundos vão ser lançados. Algumas grandes empresas ocidentais acabaram aderiram à briga ou estão a pensar no lançamento de produtos similares aos islâmicos.
Apesar destes sucessos, este mercado registou um recorde de baixa no mercado como a ênfase é sobre os produtos e não em atender as necessidades dos investidores. Nos últimos anos, muito têm um número de fundos fechados. A maior parte dos fundos tendem a meta elevada de património líquido indivídual e instituições corporativas, com mínimas variando entre investimentos US$ 50.000 para US$ 1 milhão. Mercados-alvo para fundos islâmicos variam, alguns aferem como seus mercados locais, por exemplo, da Malásia às regiões do Golfo para fundos de investimento. Outros claramente orientadas  fora do Oriente Médio e o regiões do Golfo, o que alguns dizem ser para servir a comunidade muçulmana fora do mercado local.
Desde o lançamento de fundos de capital islâmicos no início da década de 1990, houve a criação de referenciais próprios credível pelo índice Dow Jones do mercado islâmico (Dow Jones Indexes,  pioneira em investimento de indexação islâmico em 1999) e do FTSE Global Islamic Index Series. O Web site failaka.com monitora o desempenho dos fundos de capital Islâmica e fornecer uma lista completa dos fundos islâmicos em todo o mundo.

## Leis islâmicas nos negócios
O Alcorão proíbe o jogo (referindo-se aos jogos de azar) e seguro de saúde ou de bens (também considerado algo em risco). O hádice, além de proibir jogos (jogos de azar), também proíbe a Bayu al-gharar(negociação em risco, onde em árabe a palavra gharar significa "risco" ou excessiva incerteza).
O Hanafi madhab(escola legal) no Islão define gharar como "cujas consequências que estão ocultas." A escola legalShafi define gharar como "aquele cujo carácter e as consequências estão escondidos" ou "aquela que admite duas possibilidades, com o menos desejável uma sendo mais provável." A escola legal Hanbali define como "a cujas consequências são desconhecidas" ou "o que é irrealizável, se existe ou não". Abzeme da escola Zahiri escreveu "Gharar é quando o comprador não sabe o que ele comprou, ou o vendedor não sabe o que ele vendeu." O estudioso moderno do Islã, Professor Mustafa Al-Zarqa, escreveu que "Gharar é a venda de prováveis itens cuja existência ou características não são certas, devido à natureza arriscada que torna o comércio semelhante ao jogo." Há uma série de hádice que proíbem negociação em gharar, muitas vezes dando exemplos concretos de operações gharar (por exemplo, vender as aves do céu ou o peixe na água, um bezerro nascer no seu ventre da mãe, etc.) Juristas têm procurado definições melhores ao termo. Eles também veio com o conceito de yasir (menor risco), uma operação financeira com um menor risco é considerado halal(permitido), enquanto que na negociação não menor risco ( "Bayu al-ghasar") é considerada uma  haram .
O que é gharar, exactamente, nunca foi plenamente decidida pelos juristas muçulmanos. Isto foi devido principalmente à complicação de ter que decidir o que é e o que não é um menor risco. Instrumentos derivados (tais como opções de ações) têm somente tornou comum relativamente recente. Alguns bancos islâmicos fornecem corretores para os serviços de negociação.